# Albania's Next Top Model (mùa 2)
Albania's Next Top Model, Mùa 2 là mùa thứ hai của Albania's Next Top Model. Chương trình được chiếu trên Supersonic TV vào ngày 15 tháng 6 năm 2011. 16 thí sinh được chọn để cạnh tranh cho chương trình cùng với 3 thí sinh mới tham gia vào cuộc thi.
Điểm đến quốc tế của mùa này là Rome dành cho top 6.
Người chiến thắng trong cuộc thi mùa này là Greis Drenn, 21 tuổi.

## Các thí sinh
| Thí sinh           | Tuổi | Bị loại ở | Hạng |
| ------------------ | ---- | --------- | ---- |
| Jiafei             | 16   | Tập 2     | 19   |
| Enxhi Benga        | 20   | Tập 3     | 18   |
| Ina Tariqan        | 15   | Tập 4     | 17   |
| Sonja Cinlu        | 25   | Tập 5     | 16   |
| Franceska Tijana   | 20   | Tập 6     | 15   |
| Sara Andraj        | 20   | Tập 7     | 14   |
| Anisa Karih        | 25   | Tập 8     | 13   |
| Artiola Hajdari    | 23   | Tập 10    | 12   |
| Lume Ibraj         | 24   | Tập 11    | 11   |
| Alisa Beqiraj      | 17   | Tập 13    | 10-7 |
| Dorisa Kacorra     | 22   | Tập 13    | 10-7 |
| Erma Balla         | 19   | Tập 13    | 10-7 |
| Sidorela Sefolli   | 21   | Tập 13    | 10-7 |
| Èlena Lika         | 22   | Tập 14    | 6-5  |
| Rezina Giergialiaj | 24   | Tập 14    | 6-5  |
| Majami             |      | Tập 14    | 4    |
| Dorina Gegici      | 15   | Tập 14    | 3    |
| Eranda Hazizaj     | 26   | Tập 14    | 2    |
| Greis Drenn        | 21   | Tập 14    | 1    |

### Buổi chụp hình
- Tập 1: Ảnh chân dung trắng đen trước ánh đèn (casting)
- Tập 2: Tạo dáng dưới nước
- Tập 3: Váy dạ hội trên vòng xoay ngựa gỗ
- Tập 4: Khỏa thân phần trên với lưới cá ở hồ
- Tập 5: Tạo dáng trên pháo đài
- Tập 6: Áo tắm ở ngôi nhà bỏ hoang
- Tập 7:
- Tập 8: Khỏa thân theo nhóm
- Tập 9: Ảnh chân dung khỏa thân trong khói với kim cương
- Tập 10: Váy cưới ở sông
- Tập 11: Khỏa thân phần trên theo nhóm; Đồ lót trắng ở cánh đồng
- Tập 12: Áo tắm theo nhóm; Ảnh trắng đen gợi cảm với người mẫu nam
- Tập 13: Đầm dạ hội ở Butrint; Tạo dáng trong phong cách riêng